# Alfred Maul (Ingenieur)
Alfred Hermann Carl Maul (* 27. November 1870 in Pößneck; † 27. August 1942 in Dresden) war ein deutscher Ingenieur und einer der Pioniere der Luftaufklärung. Maul, der eine Maschinenfabrik besaß, experimentierte schon um 1900 mit der Raketenfotografie.

## Leben
Alfred Maul war der Sohn des Kaufmanns Karl Ernst Julius Maul und dessen Frau Ottilie Christiane Rosine geborene Schröter. Nach dem Besuch der Bürgerschulen in Pößneck und Dresden absolvierte er, der auch musikalisch begabt und ein ausgezeichneter Klavierspieler war, das Dresdner Konservatorium und studierte schließlich an der Ingenieurschule in Reichenberg.
1897 erhielt er eine Gewerbegenehmigung und installierte als Mechaniker elektrische und telegrafische Anlagen. Ab etwa 1900 experimentierte er mit dem Einsatz von Raketen zur Luftbildaufklärung. Seit 1904 betrieb er ein technisches Büro. Er entwickelte und produzierte Maschinen zur Dosierung, Abfüllung und Verpackung für die pharmazeutische und chemische Industrie und für eine Dresdner Zigarettenfabrik. Allein auf dem Gebiet der Raketenfotografie erhielt er mehr als 20 Patente in verschiedenen europäischen Staaten und den USA. Ab 1931 besaß er seine eigene Maschinenfabrik. Er starb 1942 an den Folgen seiner Erkrankung an Diabetes mellitus.
Alfred Maul war verheiratet mit Sema Marie geborene Meyer aus Kirchberg (Sachsen) und hatte drei Töchter.

## Entwicklung der Raketenfotografie

### Entwicklung bis 1900
William Congreve hatte am Anfang des 19. Jahrhunderts eine Raketenwaffe entwickelt, die von der britischen Armee in den Napoleonischen Kriegen sowie 1812 im Britisch-Amerikanischen Krieg eingesetzt wurde. Nachdem es William Hale (1797–1870) um 1840 gelungen war, die Zielgenauigkeit der Waffe zu verbessern, stellte auch das Militär anderer Staaten Raketentruppen auf. Bis zum Ende des Jahrhunderts waren diese aber aufgrund der Konkurrenz durch die sich rasch entwickelnde Artillerie wieder aufgelöst. Raketen dienten nur noch als Feuerwerks- und Signalraketen.
Die raschen Fortschritte der Fototechnik ermöglichten in der zweiten Hälfte des 19. Jahrhunderts die Entstehung der Luftbildfotografie unter Nutzung von Fesselballons. Ersten Versuchen durch den französischen Fotografen Nadar am Ende der 1850er Jahre folgten 1886 erste Experimente des preußischen Militärs durch Hugo vom Hagen. Mit der Erfindung des Drachenballons durch Hans Bartsch von Sigsfeld und August von Parseval etablierte sich die Gefechtsfeldaufklärung aus der Luft.
Die Risiken einer Aufklärung aus dem Ballon – Abhängigkeit von den Windverhältnissen, Beschuss durch den militärischen Gegner – führten zu alternativen Ansätzen wie der Brieftaubenfotografie oder der Drachen-Luftbildfotografie, die der Franzose Arthur Batut 1888 erstmals verwirklichte. Im selben Jahr erfand sein Landsmann Amédée Denisse die Raketenfotografie, indem er eine am Boden angeleinte Feuerwerksrakete dazu benutzte, eine Kamera mit zwölf Linsen in die Höhe zu befördern. Die Aufnahme wurde mit Hilfe einer Zündschnur ausgelöst, wobei sich gleichzeitig ein Fallschirm öffnete, der die Rakete sanft zum Boden zurückkehren ließ. Weder Rakete noch Fotografien sind erhalten geblieben. Denisse hat sich seine Idee, die er am 22. September 1888 in Gaston Tissandiers Zeitschrift La Nature veröffentlichte, nicht patentieren lassen. Das erste Patent einer Fotorakete erhielt 1891 der sächsische Industrielle und Erfinder Ludwig Rohrmann. 
Es ist nicht überliefert, ob ein Prototyp gebaut wurde. Der schwedische Chemiker Alfred Nobel ließ sich 1896 eine Fotorakete patentieren, deren mit einem Fallschirm versehene Kamera durch eine Pulverladung von der Rakete abgesprengt wurde.

### Alfred Mauls Fotorakete

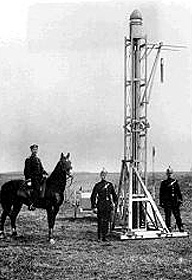
Alfred Mauls Rakete 1906

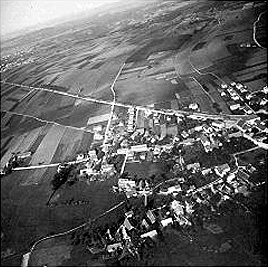
Luftbild von Laußnitz aus der Rakete 1906

Alfred Maul begann die experimentellen Arbeiten zu seiner Fotorakete um 1900 auf einem Feld bei Weinböhla. Er kannte die Arbeiten Rohrmanns, auf die er in einigen seiner Patentschriften Bezug nahm. In seinen ersten Patenten aus dem Jahr 1903 wich er vom Konstruktionsprinzip seiner Vorgänger dadurch ab, dass die Blickrichtung der Kamera seitlich zur Flugrichtung orientiert war. Das ermöglichte eine Auslösung des Kameraverschlusses am oder kurz vor dem Kulminationspunkt der Flugbahn. Der Vorteil lag darin, dass (1) das Foto in einer stabilen Flugphase geschossen werden konnte, statt während des Sinkens am Fallschirm, was zu verwackelten Bildern führte, und dass (2) die Kamera gezielt auf das interessierende Gelände ausgerichtet werden konnte, statt senkrecht nach unten orientiert zu sein. Die seitliche Ausrichtung der Kamera brachte aber auch einige Probleme mit sich. So durfte die Rakete die Blickrichtung der Kamera nicht verändern, sich also nicht um ihre Längsachse drehen, und das Foto musste an einem genau definierten Punkt der Flugbahn ausgelöst werden. Maul gelang es, diese Probleme in den Jahren bis etwa 1912 zu lösen.
Schon in den Patenten aus dem Jahr 1903 war das Kameragehäuse ebenso wie ein an diesem angebrachter mehrere Meter langer Führungsstab mit Leitflächen ausgestattet, um das Flugverhalten der Rakete zu stabilisieren. Anscheinend waren die Ergebnisse nicht zufriedenstellend, denn vorübergehend experimentierte Alfred Maul mit einer symmetrischen Anordnung der Kamera mit dem Objektiv in Flugrichtung in der Raketenspitze. Schließlich kehrte er aber zu seiner ursprünglichen Idee zurück, brachte die Kamera aber in einem drehbaren Gehäuse unter, das mit einem kardanisch aufgehängten Kreisel verbunden war. Vor dem Start der Rakete wurde die Kamera ausgerichtet und der Kreisel in schnelle Rotation versetzt. Damit war die optische Achse des Objektivs fixiert, auch wenn die Rakete sich während des Aufstiegs um ihre Längsachse drehte.
Zum Auslösen des Kameraverschlusses arbeitete der Erfinder mit einem Zeitzündersystem, das so dimensioniert war, dass eine Stoppine in dem Moment durchbrannte, wenn die Rakete ihre größte Höhe erreichte. Über eine gespannte Feder wurde der Kameraverschluss freigegeben und eine Fotoplatte belichtet. Danach trennte sich das Kameragehäuse vom Rest der Rakete. Beide Teile waren mit unterschiedlich langen Schnüren am sich öffnenden Fallschirm angebracht, wodurch die Rakete samt Führungsstab den Boden früher erreichte und den Fall der wertvollen Kamera zusätzlich abbremste.
Von Anfang an war vorrangig die militärische Nutzung der neuen Aufnahmetechnik im Blickfeld. Schon ab 1903 konnte Maul seine Experimente auf einem Infanterie-Schießplatz der Königlich Sächsischen Armee nahe dem späteren Truppenübungsplatz Königsbrück durchführen. Am 22. August 1906 fand auf dem Schießplatz Glauschnitz eine geheime Demonstration der Fotorakete vor Militärbeobachtern statt.
1912 war Alfred Mauls Rakete ausgereift. Der Erfinder hatte eine fahr- und zusammenklappbare Startrampe konstruiert, die über eine Zielvorrichtung unter Berücksichtigung der Windgeschwindigkeit auf das interessierende Gebiet ausgerichtet werden konnte. Die Rakete wurde aus 200 m Entfernung elektrisch gezündet, wodurch zunächst der Kreisel in Rotation versetzt und erst danach die Schwarzpulverrakete abgeschossen wurde. Wenn diese ihren höchsten Punkt erreichte, wurde ein einziges Foto geschossen und bei einer Brennweite von 28 cm auf einer 20 × 25 cm großen Fotoplatte fixiert. Unmittelbar danach zerfiel die Rakete in zwei Teile, und der Fallschirm entfaltete sich. Bei einer erreichten Höhe von 800 m konnten landschaftliche Details in einer Entfernung von bis zu 3,4 km scharf abgebildet werden. Die Nutzmasse von Mauls Rakete betrug 41 kg.
Alfred Mauls Rakete erlangte nur eine geringe militärische Bedeutung. Die bulgarische Armee setzte sie im Ersten Balkankrieg erfolgreich dazu ein, die türkischen Stellungen in der Schlacht von Çatalca zu erkunden. Im Ersten Weltkrieg kam es aber wahrscheinlich zu keinem Einsatz, da sich bereits vorher die Luftaufklärung aus dem Flugzeug durchgesetzt hatte.
Eine von Maul gebaute Rakete ist heute im Deutschen Museum in München zu besichtigen.